# 博勒维尔 (芒什省)
博勒维尔（法語：Bolleville，法語發音：[bɔlvil]）是法国芒什省的一个旧市镇，属于库唐斯区。2016年，博勒维尔与市镇临近的8个市镇合并为新市镇拉艾。

## 地理
博勒维尔（49°18'4"N, 1°34'33"W）面积6.09 平方千米，位于法国诺曼底大区芒什省，该省份为法国西北部沿海省份，西、北、东北三面环大西洋，东起顺时针与卡爾瓦多斯省、奧恩省、马耶讷省和伊勒-维莱讷省接壤。
与博勒维尔接壤的市镇（或旧市镇、城区）包括：博德勒维尔、讷梅尼勒、圣尼古拉-德皮埃尔蓬、圣索沃尔-德皮埃尔蓬、圣桑福里安-勒瓦卢瓦、叙尔维尔。

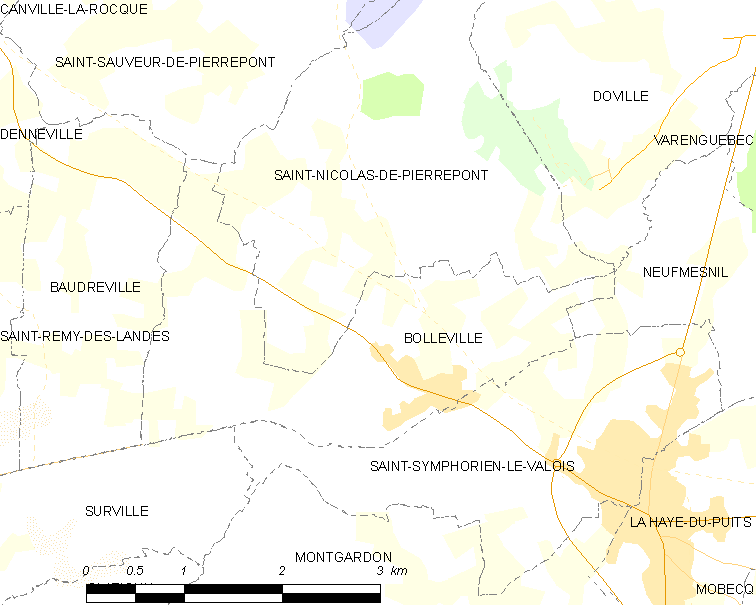
的OSM定位图

博勒维尔的时区为UTC+01:00、UTC+02:00（夏令时）。

## 行政
博勒维尔的邮政编码为50250，INSEE市镇编码为50063。

## 政治
博勒维尔所属的省级选区为克雷昂斯县。

## 人口

1962-2008年间人口变化图示

博勒维尔于2018年1月1日时的人口数量为364人。